# Parti républicain et social de la réconciliation française
Le Parti républicain social de la réconciliation française (PRSRF) ou Réconciliation française (RF) est un parti politique français, classé à droite sur l'échiquier politique. Il est fondé en 1945 par d'anciens membres du Parti social français (PSF), pour tenter de remplacer et de prolonger ce parti dissous et par fidélité à son chef, le colonel de La Rocque, décédé en 1946.

## Histoire
Le parti a été fondé suivant les instructions de La Rocque, alors en résidence surveillée. Il est déclaré à la préfecture de police le 15 juin 1945 et ses statuts sont déposés le 13 juillet 1945. Il donne un meeting à Paris en septembre 1945, avec 12 000 personnes. Il est présidé à l'origine par Christian Renaudin, qui n'avait pas fait parler de lui jusqu'alors, puis, de juillet 1946 à 1959, par André Portier, un ancien collaborateur de La Rocque, qui a été en 1937 le président du conseil d'administration du Petit Journal, le quotidien du PSF, puis son vice-président quand La Rocque accéda à la présidence en avril 1938. Sous l'impulsion de Pierre de Léotard, le PRSRF participa au Rassemblement des gauches républicaines (RGR) tout en cherchant à conserver son autonomie, avant de disparaître définitivement après son congrès de l'année 1959. Ses membres se disperseront dans la mouvance des indépendants (CNIP, etc.).
Selon son principal animateur, Pierre de Léotard, « le Parti Républicain et social de la Réconciliation Française existait. Il était plus par ce qu'on croyait qu'il était – successeur du PSF avec ses 800.000 adhérents – que par ce qu'il représentait réellement. C'était une force d'appoint et d'intervention non négligeable, ce n'était plus un parti de masse. Nous avions à peu près partout des délégués et des militants, mais peu de notables et encore moins de jeunes. La relève ne se faisait pas ».
En ont été membres Pierre de Léotard, directeur du bureau politique du parti et député R.G.R. (apparenté radical) de la Seine à partir de 1951, deux anciens membres du comité exécutif du PSF, vice-présidents du parti - Joseph Levet, qui a été délégué régional des Croix de feu pour la Normandie, président des fédérations d'Ile-de-France et de Normandie du PSF, administrateur du Petit Journal et directeur des services de diffusion de la presse du PSF, et André Voisin, conseiller municipal de Paris -, ainsi que Aimé Paquet, ancien Volontaire national et ancien du PSF, député paysan de l'Isère à partir de 1951, Guy Petit, député de Biarritz puis sénateur, ancien Volontaire national également, ancien vice-président et délégué à la propagande du PSF pour le Pays basque, Jean Pupat, député paysan de la Loire, Roland Boscary-Monsservin, député indépendant de l'Aveyron, Joseph Dixmier, député du Puy-de-Dôme, Philippe Olmi, député des Alpes-Maritimes, Michel Jacquet, député de la Loire, Eugène-Gaston Pébellier, député de la Haute-Loire à partir de 1953 et ancien parlementaire PSF, Joseph Nicol, conseiller municipal de Lyon, conseiller fiscal et président de la fédération du Rhône, qui ont participé aux congrès du parti.

### Sources
- Pierre de Léotard, Mes souvenirs politiques, dans Recherches contemporaines, no 5, 1998-1999, p. 234-247, 268-269

### Articles liés
- Parti social français
- François de La Rocque